# Текумсе (Небраска)
Текумсе (англ. Tecumseh) — місто (англ. city) в США, в окрузі Джонсон штату Небраска. Населення — 1694 особи (2020).

## Географія
Текумсе розташований за координатами 40°22′18″ пн. ш. 96°11′20″ зх. д. / 40.37167° пн. ш. 96.18889° зх. д. (40.371785, -96.188788).  За даними Бюро перепису населення США у 2010 році місто мало площу 3,89 км², уся площа — суходіл.

## Демографія
Згідно з переписом 2010 року, у місті мешкало 1677 осіб у 722 домогосподарствах у складі 447 родин. Густота населення становила 431 особа/км².  Було 887 помешкань (228/км²).
Расовий склад населення:
| - 82,5 % — білих - 3,2 % — азіатів - 0,4 % — чорних або афроамериканців - 0,1 % — корінних американців - 12,9 % — осіб інших рас |

До двох чи більше рас належало 0,8 %. Частка іспаномовних становила 16,2 % від усіх жителів.
За віковим діапазоном населення розподілялося таким чином: 22,1 % — особи молодші 18 років, 54,6 % — особи у віці 18—64 років, 23,3 % — особи у віці 65 років та старші. Медіана віку мешканця становила 44,8 року. На 100 осіб жіночої статі у місті припадало 92,1 особи;  на 100 жінок у віці від 18 років та старших — 87,1 особи також старших 18 років.
Середній дохід на одне домашнє господарство  становив 45 937 доларів США (медіана — 40 287), а середній дохід на одну сім'ю — 53 716 доларів (медіана — 49 250). Медіана доходів становила 35 263 долари для чоловіків та 31 548 доларів для жінок. За межею бідності перебувало 16,2 % осіб, у тому числі 27,8 % дітей у віці до 18 років та 5,6 % осіб у віці 65 років та старших.
Цивільне працевлаштоване населення становило 663 особи. Основні галузі зайнятості: освіта, охорона здоров'я та соціальна допомога — 26,5 %, публічна адміністрація — 17,0 %, виробництво — 15,4 %.